# Autoportret (obraz Józefa Chełmońskiego)
Autoportret – obraz autorstwa Józefa Chełmońskiego namalowany około 1902 roku. Dzieło przedstawia samego artystę i stanowi jedno z nielicznych znanych autoportretów tego malarza.

## Opis
Obraz ukazuje Chełmońskiego w średnim wieku, ujętego w popiersiu na ciemnym tle. Artysta spogląda w stronę widza z powagą i skupieniem. Dominują stonowane barwy – brązy, szarości i przygaszone żółcie. Kompozycja ma charakter intymny i introspektywny, pokazując bardziej osobisty wizerunek malarza, znanego przede wszystkim z realistycznych scen wiejskich i pejzaży. Józef Chełmoński znany z dzieł przedstawiających życie chłopów, konie i naturę, rzadko malował autoportrety. Autoportret powstał pod koniec jego życia, gdy artysta osiadł w Kuklówce koło Grodziska Mazowieckiego (zob. Dworek Józefa Chełmońskiego w Kuklówce Zarzecznej).

## Znaczenie
Autoportret Chełmońskiego ma szczególne znaczenie dokumentacyjne i biograficzne. Ukazuje nie tylko wygląd artysty, ale też jego wewnętrzny stan i osobowość. Obraz bywa wykorzystywany jako ilustracja w publikacjach biograficznych i monografiach poświęconych jego twórczości.

## Miejsce przechowywania
Obraz znajduje się w Muzeum Narodowym w Warszawie, gdzie stanowi część stałej ekspozycji malarstwa polskiego.